# Lihasaari (ö i Mellersta Finland, Jämsä)
Lihasaari är en ö i Finland. Den ligger i sjön Salosvesi och Pettämä och i kommunen Jämsä i landskapet Mellersta Finland, i den södra delen av landet, 220 km norr om huvudstaden Helsingfors. Öns area är 5,4 hektar och dess största längd är 0,5 kilometer i sydöst-nordvästlig riktning.